# Refendfugning
Refendfugning (af fransk refend 'spaltning', og refendre  'kløve igen, save på langs') er rendelignende indskæringer i blank eller pudset mur, i reglen med flere skifters mellemrum. Over muråbninger er de gerne knækket nedad for at  illudere kilesten.
| Byggeri og bygningsdele | Spire Denne artikel om byggeri og bygningsdele er en spire som bør udbygges. Du er velkommen til at hjælpe Wikipedia ved at udvide den. |